# Любов до істини
«Любов до істини» — масонська ложа, що діяла в Полтаві в 1818 — 1819 роках.
Засновник ложі — Я. Ю. Шевченко.
Члени: М. М. Новиков, С. М. Кочубей, В. В. Тарновський, К. М. Андрійчук, І. П. Котляревський

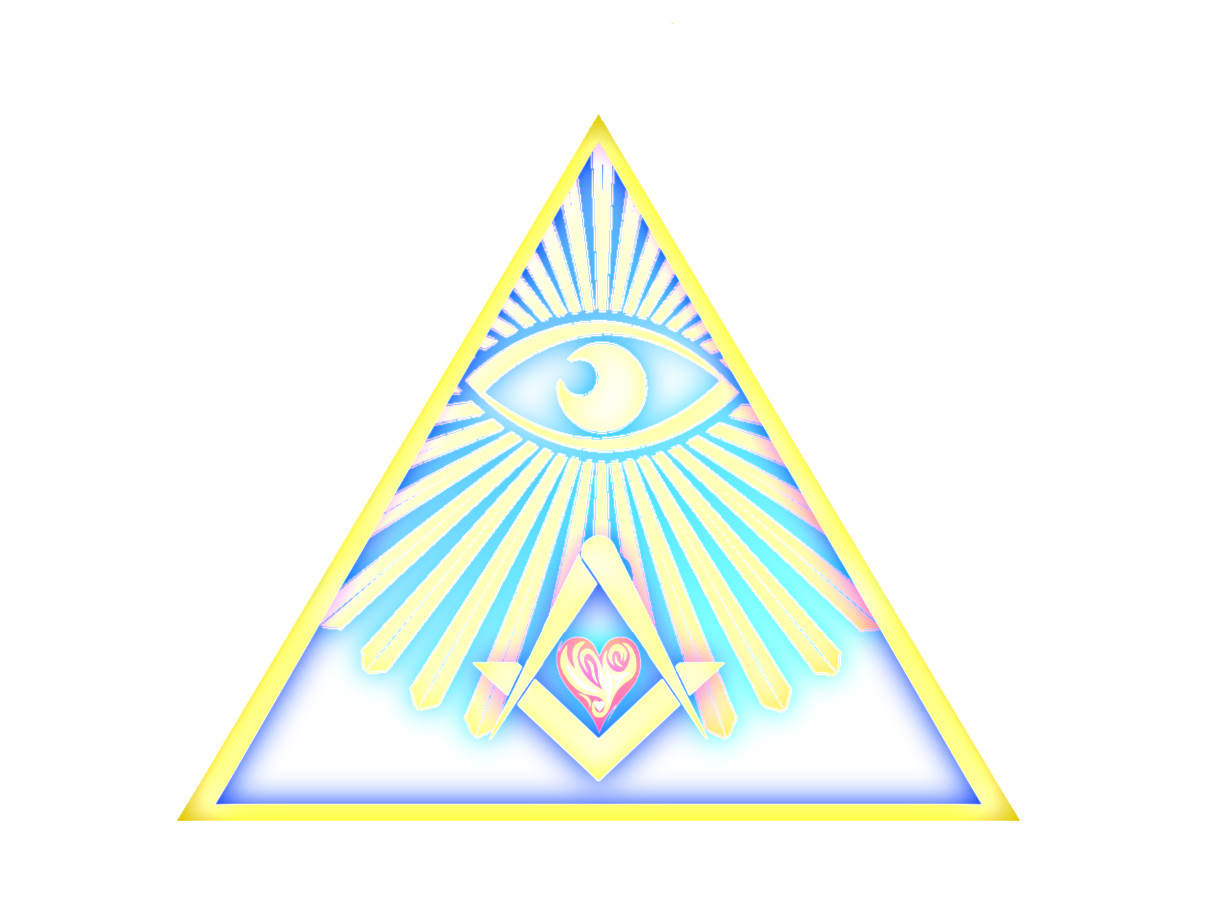
Емблема масонської ложі Любов до істини

У період засідань у склад ложі входило практично все оточення генерал-губернатора М. Г. Рєпніна: О. Й. Імберг — чиновник для окремих доручень, А. Є. Панін — ад'ютант генерал-губернатора, Г. О. Шафонський — чиновник канцелярії та ін. Її членами були віцегубернатор Свєчін, губернський прокурор Горбовський, театральний діяч П. Є. Барсов. До ложі входили предводителі повітового дворянства В. І. Чарниш, В. Л. Лукашевич, С. І. та Д. І. Алексєєви, С. Ф. Война, Я. А. Горленко. В останньому її засіданні 25 лютого 1819 р. взяв участь «брат-відвідувач» С. Г. Волконський.
Основна тема бесід у ложі — можливі реформи Олександра І та їх наслідки для Полтавської губернії. На засіданнях йшлося про повернення селян до прав козаків, характер політичних і економічних зв'язків Полтавської губернії з ін. регіонами Росії.
Вбачаючи у засіданнях ложі антицарські та сепаратистські устремлення Олександр І наказав закрити ложу. Ніяких акцій щодо членів ложі «Любов до істини» вчинено не було.